# Női csapatsprint sífutás a 2010. évi téli olimpiai játékokon
A 2010. évi téli olimpiai játékokon a sífutás női csapatsprint versenyszámát február 22-én rendezték Whistlerben. Az aranyérmet a német kettős nyerte meg. A versenyszámban nem vett részt magyar csapat.

## Eredmények
A futamok egy 1400–1430 méteres pályán zajlottak, amelyen 6 kört kellett teljesíteni, szabadstílusban. A csapatok tagjai körönként váltották egymást.
A selejtező mindkét futamából az első három helyen célba érkező, valamint az összesítésben négy legjobb időt teljesítő csapat jutott be a döntőbe.

### Selejtező
A rövidítések jelentése a következő:
- Q: továbbjutás helyezés alapján
- q: továbbjutás időeredmény alapján

| Helyezés | R        | Csapat                                                            | Idő      | Mj       |
| 1. futam | 1. futam | 1. futam                                                          | 1. futam | 1. futam |
| -------- | -------- | ----------------------------------------------------------------- | -------- | -------- |
| 1.       | 6        | Franciaország (FRA) · Karine Laurent Philippot · Laure Barthélémy | 18:42,2  | Q        |
| 2.       | 1        | Olaszország (ITA) · Magda Genuin · Arianna Follis                 | 18:43,0  | Q        |
| 3.       | 3        | Németország (GER) · Evi Sachenbacher-Stehle · Claudia Nystad      | 18:43,5  | Q        |
| 4.       | 8        | Lengyelország (POL) · Kornelia Marek · Sylwia Jaśkowiec           | 18:44,1  | q        |
| 5.       | 4        | Oroszország (RUS) · Irina Hazova · Natalja Korosztyeljova         | 18:48,0  | q        |
| 6.       | 2        | Finnország (FIN) · Riitta-Liisa Roponen · Riikka Sarasoja         | 18:53,8  | q        |
| 7.       | 5        | Japán (JPN) · Fukuda Nobuko · Nacumi Madoka                       | 19:51,7  |          |
| 8.       | 9        | Ukrajna (UKR) · Katerina Hrihorenko · Marina Ancibor              | 19:55,6  |          |
| 9.       | 7        | Svájc (SUI) · Bettina Gruber · Silvana Bucher                     | 20:04,6  |          |
| 2. futam |          |                                                                   |          |          |
| 1.       | 12       | Svédország (SWE) · Charlotte Kalla · Anna Haag                    | 18:35,9  | Q        |
| 2.       | 11       | Norvégia (NOR) · Astrid Jacobsen · Celine Brun-Lie                | 18:47,2  | Q        |
| 3.       | 16       | Egyesült Államok (USA) · Caitlin Compton · Kikkan Randall         | 18:48,9  | Q        |
| 4.       | 14       | Kanada (CAN) · Daria Gaiazova · Sara Renner                       | 18:54,9  | q        |
| 5.       | 10       | Szlovénia (SLO) · Katja Visnar · Vesna Fabjan                     | 18:58,9  |          |
| 6.       | 15       | Kazahsztán (KAZ) · Okszana Jackaja · Jelena Kolomina              | 19:33,6  |          |
| 7.       | 17       | Fehéroroszország (BLR) · Kacjarina Rudakova · Volha Vasziljonak   | 19:52,3  |          |
| 8.       | 13       | Észtország (EST) · Triin Ojaste · Kaija Udras                     | 20:02,2  |          |
| 9.       | 18       | Kína (CHN) · Man Tan-tan · Li Hung-hszüe                          | 20:02,7  |          |

### Döntő
| Helyezés | R  | Csapat                                                            | Idő     |
| -------- | -- | ----------------------------------------------------------------- | ------- |
| Arany    | 3  | Németország (GER) · Evi Sachenbacher-Stehle · Claudia Nystad      | 18:03,7 |
| Ezüst    | 12 | Svédország (SWE) · Charlotte Kalla · Anna Haag                    | 18:04,3 |
| Bronz    | 4  | Oroszország (RUS) · Irina Hazova · Natalja Korosztyeljova         | 18:07,7 |
| 4.       | 1  | Olaszország (ITA) · Magda Genuin · Arianna Follis                 | 18:14,2 |
| 5.       | 11 | Norvégia (NOR) · Astrid Jacobsen · Celine Brun-Lie                | 18:32,8 |
| 6.       | 16 | Egyesült Államok (USA) · Caitlin Compton · Kikkan Randall         | 18:51,6 |
| 7.       | 14 | Kanada (CAN) · Daria Gaiazova · Sara Renner                       | 18:51,8 |
| 8.       | 2  | Finnország (FIN) · Riitta-Liisa Roponen · Riikka Sarasoja         | 18:56,6 |
| 9.       | 8  | Lengyelország (POL) · Kornelia Marek · Sylwia Jaśkowiec           | 18:59,1 |
| 10.      | 6  | Franciaország (FRA) · Karine Laurent Philippot · Laure Barthélémy | 19:04,2 |